# Laodice (esposa de Ariarates VI de Capadòcia)
Laodice (grec antic: Λαοδίκη, Laodíkē) fou germana del rei Mitridates VI Eupator del Pont. Es va casar amb Ariarates VI de Capadòcia però aquest va morir jove el 116 aC sembla que enverinat per Gordi, un servidor fidel de Mitridates VI.
Per evitar tenir la mateixa fi, Laodice i els seus fills van marxar del país. Es va casar llavors amb Nicomedes III de Bitínia, que va esdevenir rei de Capadòcia com a regent d'Ariarates VII. L'any 97 aC, morts els seus dos fills – Ariarates VII i Ariarates VIII –, Mitridates VI Eupator del Pont va establir el seu poder sobre tot el regne.
Llavors Laodice va anar a Roma i va intentar establir al tron un usurpador declarant que havia tingut tres fills d'Ariarates VI, i no dos com es pensava. Però el Senat romà va rebutjar la seva reclamació i van donar la corona a un noble d'origen persa de nom Ariobarzanes I.